# El habitante incierto
El habitante incierto es una película de terror española dirigida por Guillem Morales en 2005, y protagonizada por Mónica López, Francesc Garrido, Agustí Villaronga, Andoni Gracia, Minnie Marx, Pablo Derqui, Violeta Llueca.
En el año 2005, Guillem Morales fue nominado a los Goya al mejor director novel por esta película.

## Sinopsis
Félix es un arquitecto que siente como su estabilidad emocional se resquebraja cuando su novia Vera se niega a seguir viviendo con él. Una noche, recibe la visita de un desconocido que le pide si puede hacer una llamada telefónica. Félix lo deja entrar y en un momento de descuido el individuo parece desaparecer dentro de su casa sin dejar rastro alguno. A partir de ese instante, una serie de acontecimientos cada vez más angustiosos le llevan a la conclusión de que el intruso se ha quedado viviendo en su propia casa y que su vida está siendo amenazada por él.